# Primera Iglesia Evangélica Armenia
La Primera Iglesia Evangélica Armenia (en armenio: Հայ Աւետարանական Ա. Եկեղեցի) es la primera iglesia fundada en el Líbano por los evangélicos armenios, en febrero de 1922. Está situada en el corazón de Beirut, en la Calle Mexique, Kantari. Sirve a la comunidad armenia mediante la celebración de servicios religiosos todos los domingos a las 10 horas e instituciones armenias evangélicas desde 1943. Su actual párroco es el Reverendo Hagop Sarkissian.